# Alstonville
Alstonville – miasto w Australii, w stanie Nowa Południowa Walia, w hrabstwie Ballina.